# Dimitria
Dimitria, född 1969 i Frankrike, död okänt år, var en fransk travare. Hon tränades och kördes under sin tävlingskarriär av Léopold Verroken.

## Bakgrund
Dimitria var ett brunt sto efter Mario och under Samos P.M. (efter Luth Grandchamp). Hon föddes upp av C. Goulandris & B. Zimmerman i Frankrike. Hon tränades och kördes under tävlingskarriären av Léopold Verroken.
Dimitria tog karriärens största segrar i Prix de Sélection (1973) Gran Premio Lotteria (1975) och Elitloppet (1976). Hon kom även på andra plats i Prix du Bourbonnais (1975) och på tredje plats i Prix de Sélection (1975). 
Dimitria deltog tre år i rad (1975, 1976, 1977) i Elitloppet på Solvalla. Hon är ett av få ston som även lyckats vinna loppet.